# OG Maco
Benedict Chiajulam Ihesiba Jr. (23. dubna 1992 College Park – 26. prosince 2024), profesionálně známý jako OG Maco, byl americký rapper.

## Život
Narodil se 23. dubna roku 1992 v College Park. Jako své hlavní hudební vzory uvedl Black Sabbath, Kid Cudi a Currensy.
Proslavil se v roce 2014 se svým debutovým singlem „U Guessed It“. Podepsal smlouvu s vydavatelstvím Quality Control, které se stalo součástí společností Motown a Capitol Records v následujícím roce.
V roce 2015 byl zakladatelem hiphopového kolektivu OGG, jehož prostřednictvím objevil tehdy neznámého producenta OG Parkera. V roce 2016 vydal EP s názvem For Scott... jako poctu svému největšímu vlivu, americkému rapperovi Kid Cudimu.
Dne 28. července 2016 byl vážně zraněn při dopravní nehodě. Utrpěl několikanásobnou zlomeninu lebky, prasklý obratel, zlomeninu očnice a téměř přišel o pravé oko.
V roce 2019 mu byla diagnostikována nekrotizující fasciitida, kvůli níž mu nesprávně léčená drobná kožní vyrážka zanechala znetvořenou velkou část kůže na obličeji. Kvůli boji s touto chorobou se potýkal s depresemi. Dne 12. prosince 2024 se postřelil do hlavy a byl hospitalizován v nemocnici. Následující dva týdny strávil v kómatu.
Zemřel 26. prosince 2024 ve věku 32 let na následky svých zraněních.

## Diskografie

### Studiová alba
- The God of Rage (2021)
- OG MACO (2023)

### EP
- Public Speaking (2012)
- Live Life 2 (2014)
- OG Maco (2014)
- Breathe (2014)
- Yep (2015)
- I Made This Shit Before "U Guessed It" (2015)
- OGZAY (2015)
- Tax Free (2015)
- OGG EVERLASTING (2015)
- 10 Moons 2 (2015)
- 7FRVR (2016)
- OG Maco 2: Episode 1 – The Duke of Summer (2016)
- OG Maco 2: Episode 2 – Remember (2016)
- Breathe 2: Episode 1 – Unite (2016)
- Blvk Phil Collins (2016)
- For Scott... (2016)
- Dynasty (2016)